# Der Usedom-Krimi: Schandfleck
Schandfleck ist der Titel der 2. Folge der Kriminalfilmreihe Der Usedom-Krimi. Die Folge wurde am 29. Oktober 2015 im Ersten erstgesendet.

## Handlung
Die Ahlbecker Supermarktbesitzerin Manuela Kirchhoff wird in Swinemünde von einem Taxi erfasst, als sie bei Minusgraden halbnackt durch den Kurpark rennt. Sie wurde zuvor niedergeschlagen und muss nach dem Wiedererlangen ihres Bewusstseins verwirrt durch die Straßen gelaufen sein. Es stellt sich heraus, dass sie sich hier wegen eines Immobiliendeals mit ihrer Angestellten Rita Mahlow und deren Vater Werner treffen wollte. Da das Haus der Mahlows, das auf der deutschen Seite der Insel liegt, neuerdings unter Denkmalschutz steht und teuer saniert werden müsse, wollte Kirchhoff es kaufen. Rita sollte Geld bekommen und ihr Vater eine Neubauwohnung in Swinemünde. Schnell wird Werner verdächtigt. Er, ein impulsiver kauziger Alkoholiker mit vielen Delikten in der Vergangenheit, hat am besagten Abend in Swinemünde randaliert, könne sich aber an nichts mehr erinnern. Rita bittet Ex-Staatsanwältin Karin Lossow um Hilfe.
Die Familiensituation bei den Lossows ist angespannt. Mutter Karin versucht, nachdem sie Jahre zuvor ihren Mann im Affekt erschossen hat, endlich wieder mehr Kontakt zu ihrer Tochter Julia aufzubauen. Diese verhält sich abweisend, nur zu Enkelin Sophie hat Karin einen guten Draht. Sophie kommt hinter das Verhältnis ihrer Mutter Julia mit dem polnischen Polizisten Marek, was zu weiteren Spannungen führt. Karin gesteht Julia, dass ihr Vater korrupt war und die Hand aufhielt, wenn sich die Gelegenheit ergab. Das vom Vater gesammelte Schmiergeld, das er zu Hause auf dem Dachboden versteckt hatte, übergibt Karin jetzt Julia. Auch andere Beziehungen sind für diesen Fall von Interesse; Kirchhoffs Tochter hat eine Beziehung mit dem verheirateten Lutz Eppendorf, Kassiererin Rita Mahlow mit Ringo Fischer – all dies hat scheinbar mit dem geplanten Immobiliengeschäft zu tun. Die Indizien deuten darauf hin, dass Frau Kirchhoff mit Werner Mahlows Flachmann geschlagen worden sein könnte. Im Verhör gesteht er die Tat, allerdings bestehen bei Julia Zweifel. Sie vermutet, dass Mahlow durch sein Geständnis den wahren Täter schützen will. Karin spricht noch einmal mit Rita, die im Verlauf des Gesprächs zugibt, Frau Kirchhoff im Affekt mit dem Flachmann des Vaters geschlagen zu haben. Rita wird daraufhin an die polnischen Behörden ausgeliefert.
Julia fährt zu Karin, um ihr das Geld des Vaters zurückzubringen, wird aber vor der Tür von einem Auto angefahren und bleibt verletzt liegen. Karin rennt zu ihrer Tochter und muss erkennen, dass Werner Mahlow der Fahrer ist. Bevor er wieder in seinen Wagen steigt, sagt er zu Karin: „So ist das, wenn man sein Kind verliert.“

## Produktion
Schandfleck wurde vom 26. Februar 2015 bis zum 27. März 2015 auf der Ostseeinsel Usedom, in Swinemünde und in Berlin gedreht.
Der Edeka-Markt in Ahlbeck diente als Drehort für den Supermarkt, in dem Mutter und Tochter einkaufen.

## Rezeption

### Kritiken
Für das Lexikon des internationalen Films ist der Film ein „[r]outinierter (Fernseh-)Krimi im Serienformat“.
Rainer Tittelbach vergibt in seiner Filmbesprechung auf tittelbach.tv 4,5 von 6 möglichen Punkten. Er fasst zusammen: „Der Film hält klug die Waage zwischen Ermittlerkrimi und Familiengeschichte, zwischen Whodunit und Kleine-Leute-Drama. Top besetzt, trocken gespielt & die horizontalen Momente stimmen auch!“

### Einschaltquoten
Die Erstausstrahlung von Schandfleck am 29. Oktober 2015 sahen in Deutschland 5,7 Millionen Zuschauer, was einem Marktanteil von 17,8 % entsprach.

## Belege
1. ↑   Freigabebescheinigung für Der Usedom-Krimi: Schandfleck. Freiwillige Selbstkontrolle der Filmwirtschaft (PDF).
2. ↑  Der Usedom-Krimi: Schandfleck  bei crew united, abgerufen am 20. November 2020.
3. ↑  Ulrich Kronenberg: Drehorte DER USEDOM-KRIMI. In: anderswohin.de. anderswohin, 2022, abgerufen am 28. Dezember 2022.
4. ↑  Der Usedom-Krimi: Schandfleck. In: Lexikon des internationalen Films. Filmdienst, abgerufen am 9. Oktober 2022.
5. ↑  Rainer Tittelbach: Reihe „Schandfleck – Der Usedom-Krimi“. In: tittelbach.tv. 2015, abgerufen am 30. November 2020.
6. ↑  Sidney Schering: Auf Usedom wird weiter munter gemordet. In: Quotenmeter.de. 4. April 2016, abgerufen am 30. November 2020.